# Sainte-Honorine-la-Guillaume
Pour les articles homonymes, voir Sainte-Honorine.
Sainte-Honorine-la-Guillaume est une commune française, située dans le département de l'Orne en région Normandie, peuplée de 348 habitants (les Saint-Hono-Guillaumins).

## Géographie

### Localisation
Sainte-Honorine-la-Guillaume est en pays d'Houlme. Son bourg est entre Condé-sur-Noireau, à 19 km au nord-ouest, et Putanges-Pont-Écrepin, à 12 km à l'est.
| Notre-Dame-du-Rocher | Bréel                                     | La Forêt-Auvray       |
| La Carneille         | Sainte-Honorine-la-Guillaume              | Saint-Aubert-sur-Orne |
| Les Tourailles       | Craménil, Sainte-Opportune (par un angle) | Chênedouit            |

### Géologie et relief

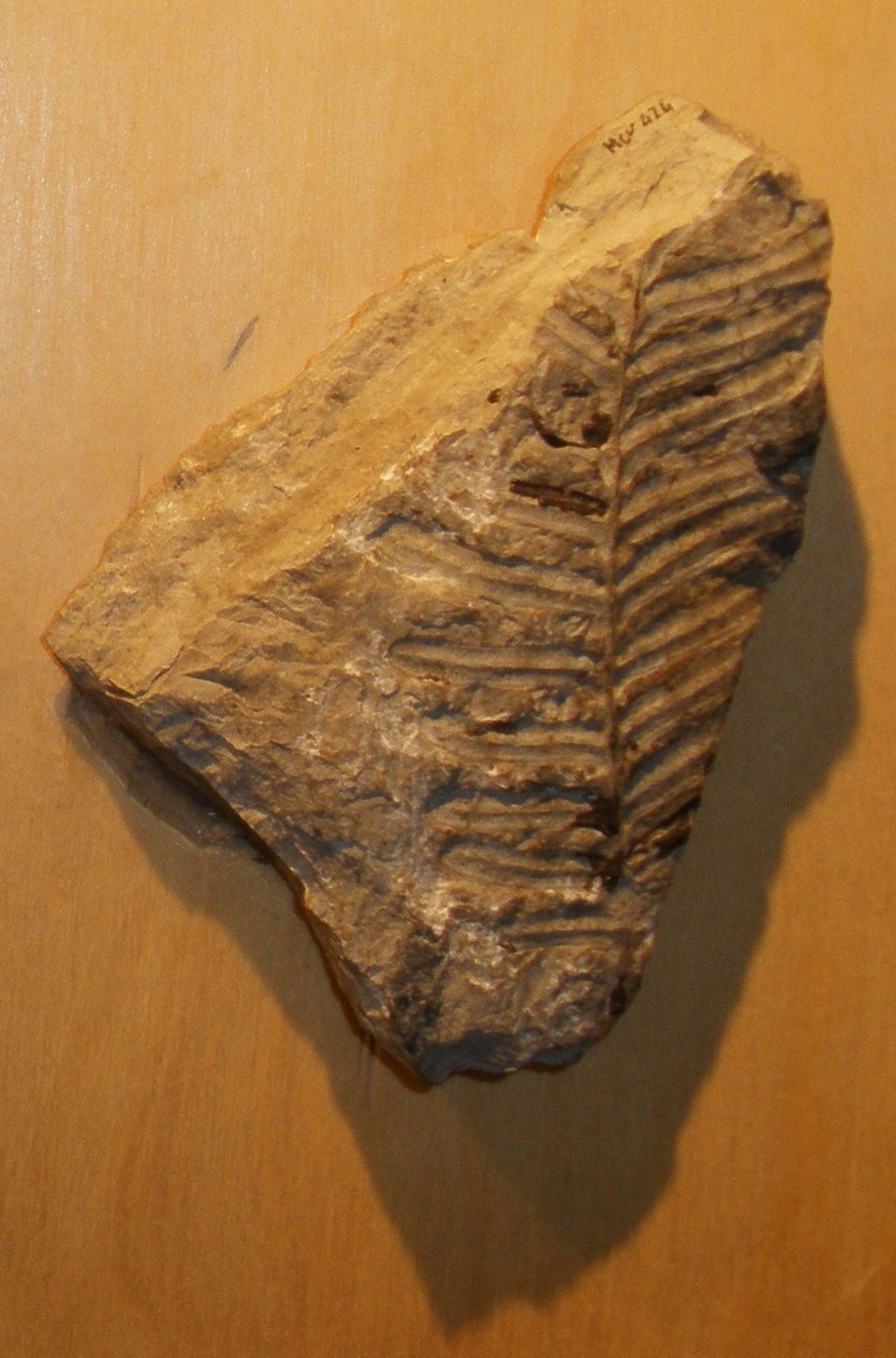
Fossile de Lomatopteris.

Le granite qui a été exploité à Sainte-Honorine (d'où le nom de granite de Saint-Honorine) et exporté jusqu'à Paris est l'un des plus riches en albite et des plus durs. Il est particulièrement utilisé pour les socles, les trottoirs, les auges, les bornes, etc. Sols dans lesquels Jules Morière y découvre de nouvelles flores de Equisetaceae des fossiles du genre Lomatopteris dans le grès du Jurassique inférieur, et  O Lignier deux nouvelles espèces de Cycadales datant de la même époque.

### Hydrographie
La commune est située dans le bassin Seine-Normandie. Elle est drainée par la Rouvre, la Coulandre, le fossé 01 du Val Fermé, le fossé 02 des Monts et le ruisseau de la Guesnerie,.
La Rouvre, d'une longueur de 46 km, prend sa source dans la commune de Beauvain et se jette  dans l'Orne à Mesnil-Villement, après avoir traversé 17 communes. Les caractéristiques hydrologiques de la Rouvre sont données par la station hydrologique située sur la commune d'Athis-Val de Rouvre. Le débit moyen mensuel est de 3,44 m3/s. Le débit moyen journalier maximum est de 58,5 m3/s, atteint lors de la crue du 5 janvier 2001. Le débit instantané maximal est quant à lui de 70 m3/s, atteint le même jour.

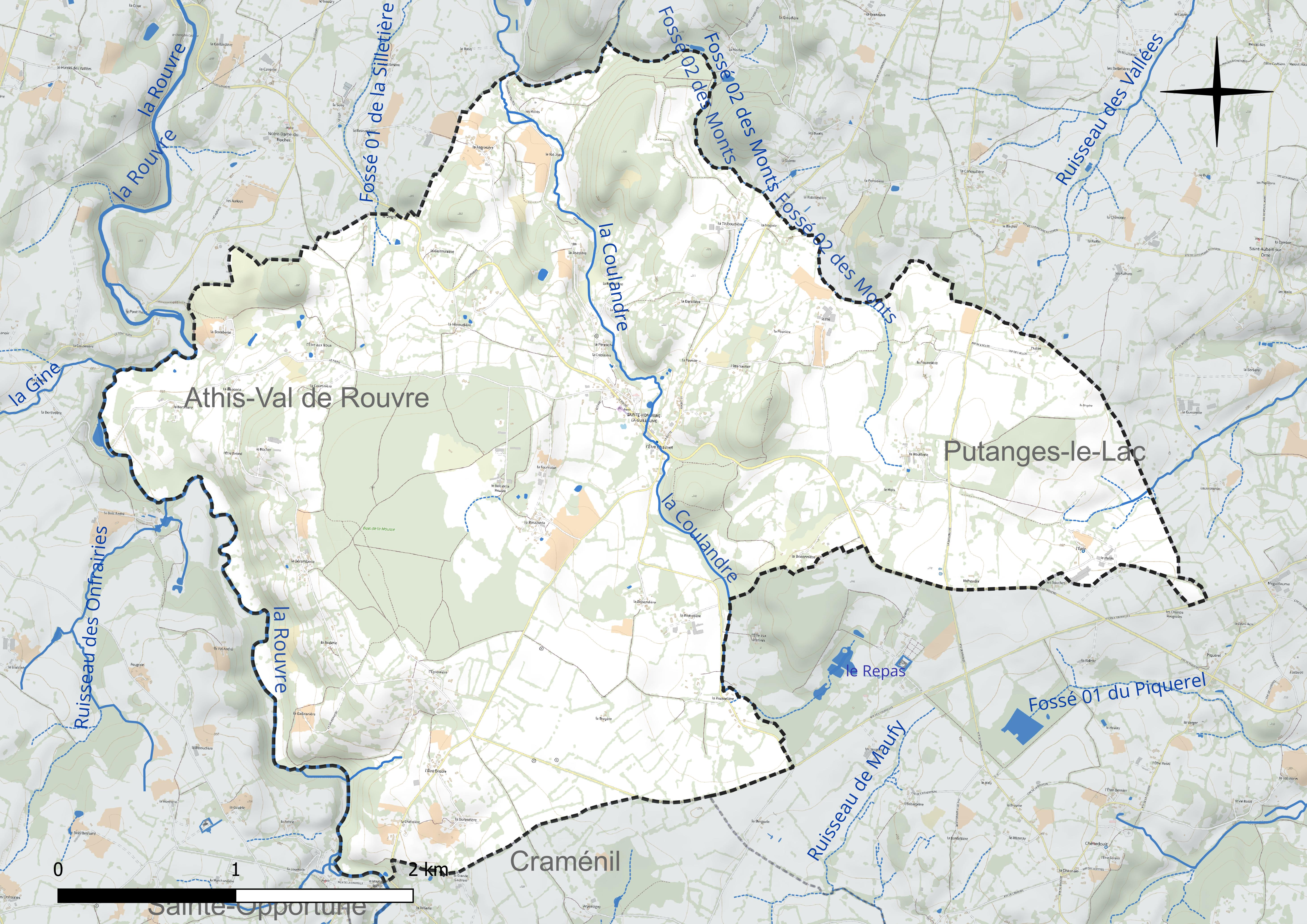
Réseau hydrographique de Sainte-Honorine-la-Guillaume.

### Climat
Pour des articles plus généraux, voir Climat de la Normandie et Climat de l'Orne.
En 2010, le climat de la commune est de type climat océanique franc, selon une étude du CNRS s'appuyant sur une série de données couvrant la période 1971-2000. En 2020, Météo-France publie une typologie des climats de la France métropolitaine dans laquelle la commune est exposée à un climat océanique et est dans la région climatique Normandie (Cotentin, Orne), caractérisée par une pluviométrie relativement élevée (850 mm/a) et un été frais (15,5 °C) et venté. Parallèlement le GIEC normand, un groupe régional d’experts sur le climat, différencie quant à lui, dans une étude de 2020, trois grands types de climats pour la région Normandie, nuancés à une échelle plus fine par les facteurs géographiques locaux. La commune est, selon ce zonage, exposée à un « climat contrasté des collines », correspondant au Bocage normand, bien arrosé, voire très arrosé sur les reliefs les plus exposés au flux d’ouest, et frais en raison de l’altitude.
Pour la période 1971-2000, la température annuelle moyenne est de 10,2 °C, avec une amplitude thermique annuelle de 13,3 °C. Le cumul annuel moyen de précipitations est de 904 mm, avec 13,3 jours de précipitations en janvier et 7,6 jours en juillet. Pour la période 1991-2020, la température moyenne annuelle observée sur la station météorologique la plus proche, située sur la commune de Briouze à 9 km à vol d'oiseau, est de 10,9 °C et le cumul annuel moyen de précipitations est de 920,5 mm,. Pour l'avenir, les paramètres climatiques de la commune estimés pour 2050 selon différents scénarios d’émission de gaz à effet de serre sont consultables sur un site dédié publié par Météo-France en novembre 2022.

## Urbanisme

### Typologie
Au 1er janvier 2024, Sainte-Honorine-la-Guillaume est catégorisée commune rurale à habitat très dispersé, selon la nouvelle grille communale de densité à sept niveaux définie par l'Insee en 2022.
Elle est située hors unité urbaine. Par ailleurs la commune fait partie de l'aire d'attraction de Flers, dont elle est une commune de la couronne,. Cette aire, qui regroupe 38 communes, est catégorisée dans les aires de 50 000 à moins de 200 000 habitants,.

### Occupation des sols
L'occupation des sols de la commune, telle qu'elle ressort de la base de données européenne d’occupation biophysique des sols Corine Land Cover (CLC), est marquée par l'importance des territoires agricoles (78,7 % en 2018), une proportion sensiblement équivalente à celle de 1990 (79,1 %). La répartition détaillée en 2018 est la suivante : 
prairies (54,1 %), forêts (21,3 %), zones agricoles hétérogènes (20,8 %), terres arables (3,8 %). L'évolution de l’occupation des sols de la commune et de ses infrastructures peut être observée sur les différentes représentations cartographiques du territoire : la carte de Cassini (XVIIIe siècle), la carte d'état-major (1820-1866) et les cartes ou photos aériennes de l'IGN pour la période actuelle (1950 à aujourd'hui).

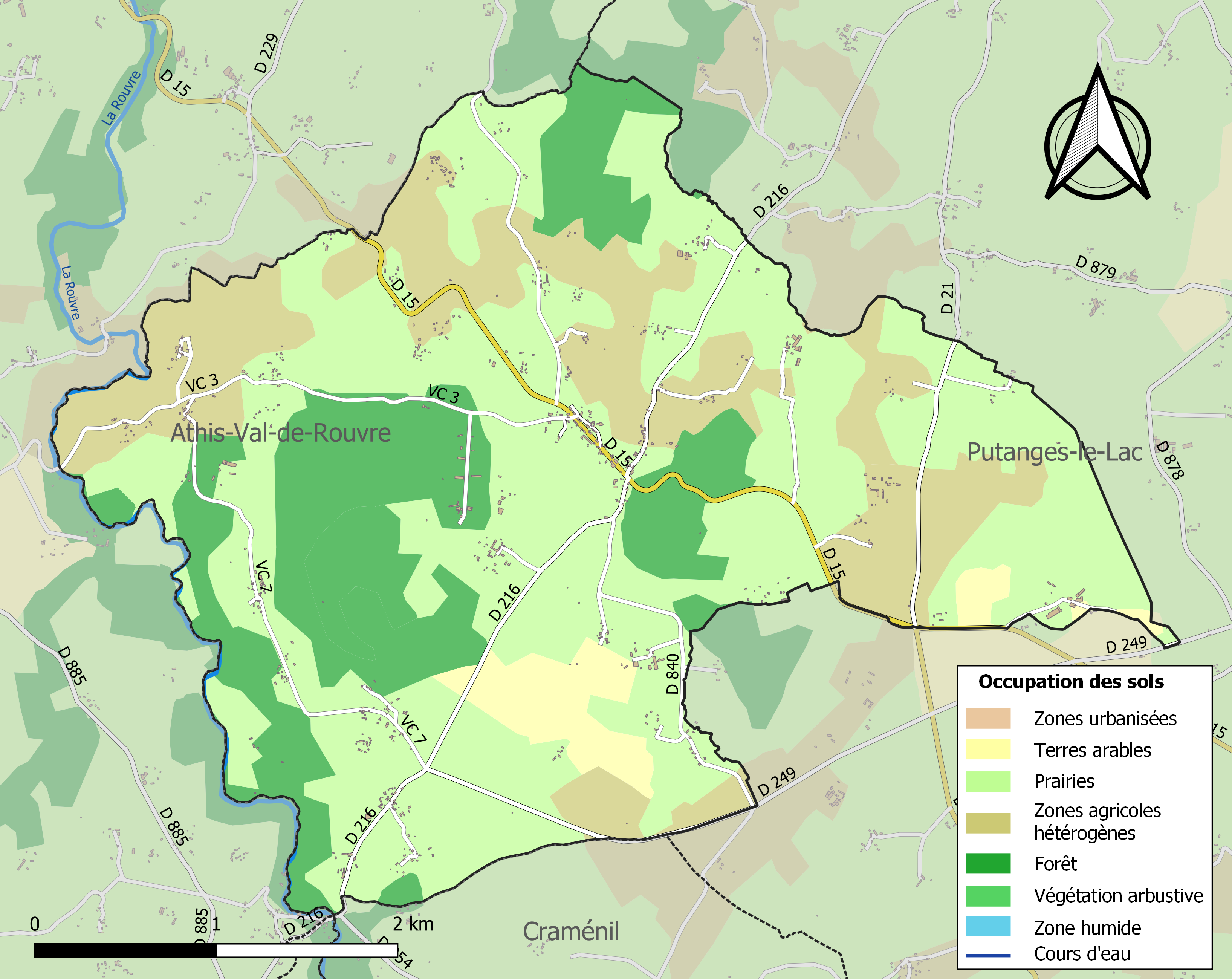
Carte des infrastructures et de l'occupation des sols de la commune en 2018 (CLC).

## Toponymie
Le nom de la localité est attesté sous la forme Sancta Honorina au XIIIe siècle, Sainte Honorine la Guillaume en 1793.
La paroisse est dédiée à Honorine de Graville, vierge et martyre du IVe siècle de la région aujourd'hui normande. Seules cinq communes françaises, toutes en Normandie, ont leurs noms commençant par Sainte-Honorine.
Guillaume pour Guillaume Juas qui donna son nom au fief au XVIIIe siècle.

## Histoire
Les documents d'archives mentionnent l'existence de Sainte-Honorine-la-Guillaume à partir du XIIIe siècle mais une bourgade devait exister bien avant cette époque. Saint-Honorine-la-Guillaume est considérée comme un nom de paroisse au féminin, puisque l'église est sous l'invocation d'une sainte, d'où le pronom démonstratif féminin la.
- 1620 : Georges Pierre est vicaire de cette paroisse.
- 1622 : Jean Le Corsonnois est curé et François Guérin « prêtre de la paroisse ». « Messire Guillaume Lesage écuyer, sieur de la Bocherie et du Rocher de Sainte-Honorine (la Guillaume) ». Son fils : Jacques Lesage. Certains de leurs cilices sont conservés à Sainte-Honorine.
- 1794 : Dugué est vicaire constitutionnel[28] de cette paroisse.

## Politique et administration
| Période                                  | Période  | Identité         | Étiquette | Qualité |
| ---------------------------------------- | -------- | ---------------- | --------- | ------- |
| 1980                                     | En cours | Serge Clérembaux | SE        |         |
| Les données manquantes sont à compléter. |          |                  |           |         |

Le conseil municipal est composé de onze membres dont le maire et deux adjoints.

## Population et société

### Démographie
L'évolution du nombre d'habitants est connue à travers les recensements de la population effectués dans la commune depuis 1793. Pour les communes de moins de 10 000 habitants, une enquête de recensement portant sur toute la population est réalisée tous les cinq ans, les populations de référence des années intermédiaires étant quant à elles estimées par interpolation ou extrapolation. Pour la commune, le premier recensement exhaustif entrant dans le cadre du nouveau dispositif a été réalisé en 2006.
En 2022, la commune comptait 348 habitants, en évolution de +3,26 % par rapport à 2016 (Orne : −3,21 %, France hors Mayotte : +2,11 %).
Sainte-Honorine-la-Guillaume a compté jusqu'à 1 310 habitants en 1836. Des carriers et tailleurs de pierre, soutenus par une intendance très nombreuse de commerçants, d'artisans, de rouliers, donnaient une grande animation à la commune.
| 1793  | 1800  | 1806  | 1821  | 1836  | 1841  | 1846  | 1851  | 1856  |
| ----- | ----- | ----- | ----- | ----- | ----- | ----- | ----- | ----- |
| 1 279 | 1 273 | 1 186 | 1 307 | 1 310 | 1 247 | 1 275 | 1 270 | 1 195 |

| 1861  | 1866  | 1872  | 1876 | 1881 | 1886 | 1891 | 1896 | 1901 |
| ----- | ----- | ----- | ---- | ---- | ---- | ---- | ---- | ---- |
| 1 208 | 1 154 | 1 087 | 991  | 910  | 945  | 887  | 811  | 750  |

| 1906 | 1911 | 1921 | 1926 | 1931 | 1936 | 1946 | 1954 | 1962 |
| ---- | ---- | ---- | ---- | ---- | ---- | ---- | ---- | ---- |
| 716  | 683  | 509  | 537  | 493  | 483  | 447  | 446  | 392  |

| 1968 | 1975 | 1982 | 1990 | 1999 | 2006 | 2011 | 2016 | 2021 |
| ---- | ---- | ---- | ---- | ---- | ---- | ---- | ---- | ---- |
| 373  | 322  | 320  | 327  | 330  | 366  | 355  | 337  | 342  |

| 2022 | - | - | - | - | - | - | - | - |
| ---- | - | - | - | - | - | - | - | - |
| 348  | - | - | - | - | - | - | - | - |

## Culture locale et patrimoine

### Lieux et monuments
- D'après la légende, La Coulande qui traverse Sainte-Honorine-la-Guillaume renfermerait le « Trésor des Anglais » surnommé « La poule aux œufs d'or »[34].
- Église Sainte-Honorine du XIXe siècle.
- Vestiges d'une motte ronde fossoyée portant ;les traces d'un donjon, près de l'église[35],[36].
- Château de la Joasière, sur un site occupé dès la préhistoire comme l'indique le menhir qui y est présent, il est construit à partir d'une tour du XIIIe siècle. Il appartient à la famille Juas (Guillaume Juas donnant son nom au fief) au XVIIIe siècle[37]. Il est mentionné dans le recueil des actes de Henri II d'Angleterre et duc de Normandie[38]. Y vécut ensuite, Pierre Filleul, écuyer, seigneur[39] et patron au milieu du XVIIIe siècle, puis Jérôme Esnault, avocat à Falaise, ancien bâtonnier, ancien député, ancien vice-président du conseil général du Calvados, chevalier de la Légion d'honneur, s'y retira de 1885 à 1891[40] ensuite Georges Baudy l'acheta vers 1920 et le restaura jusqu'en 1930.

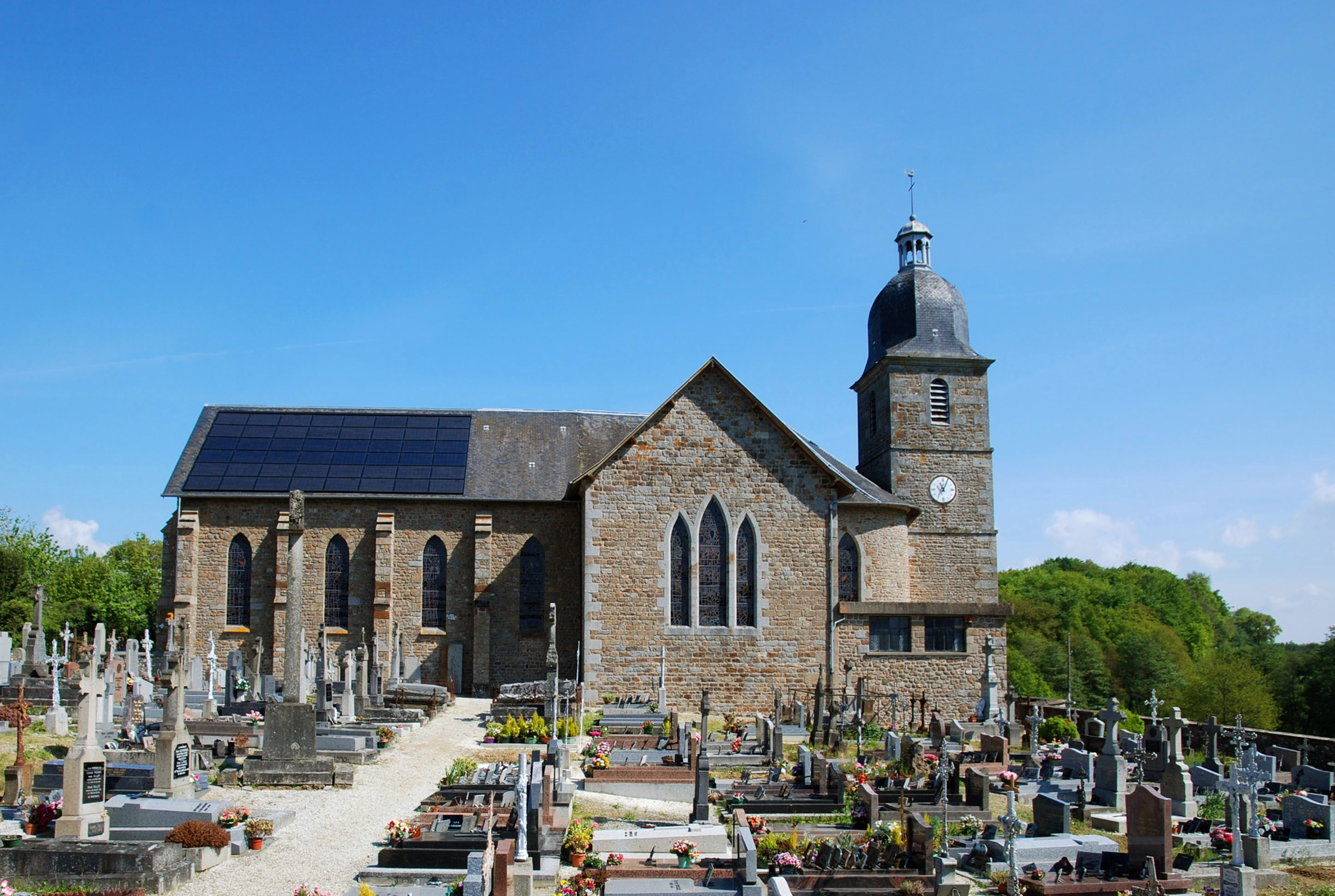
L'église Sainte-Honorine.
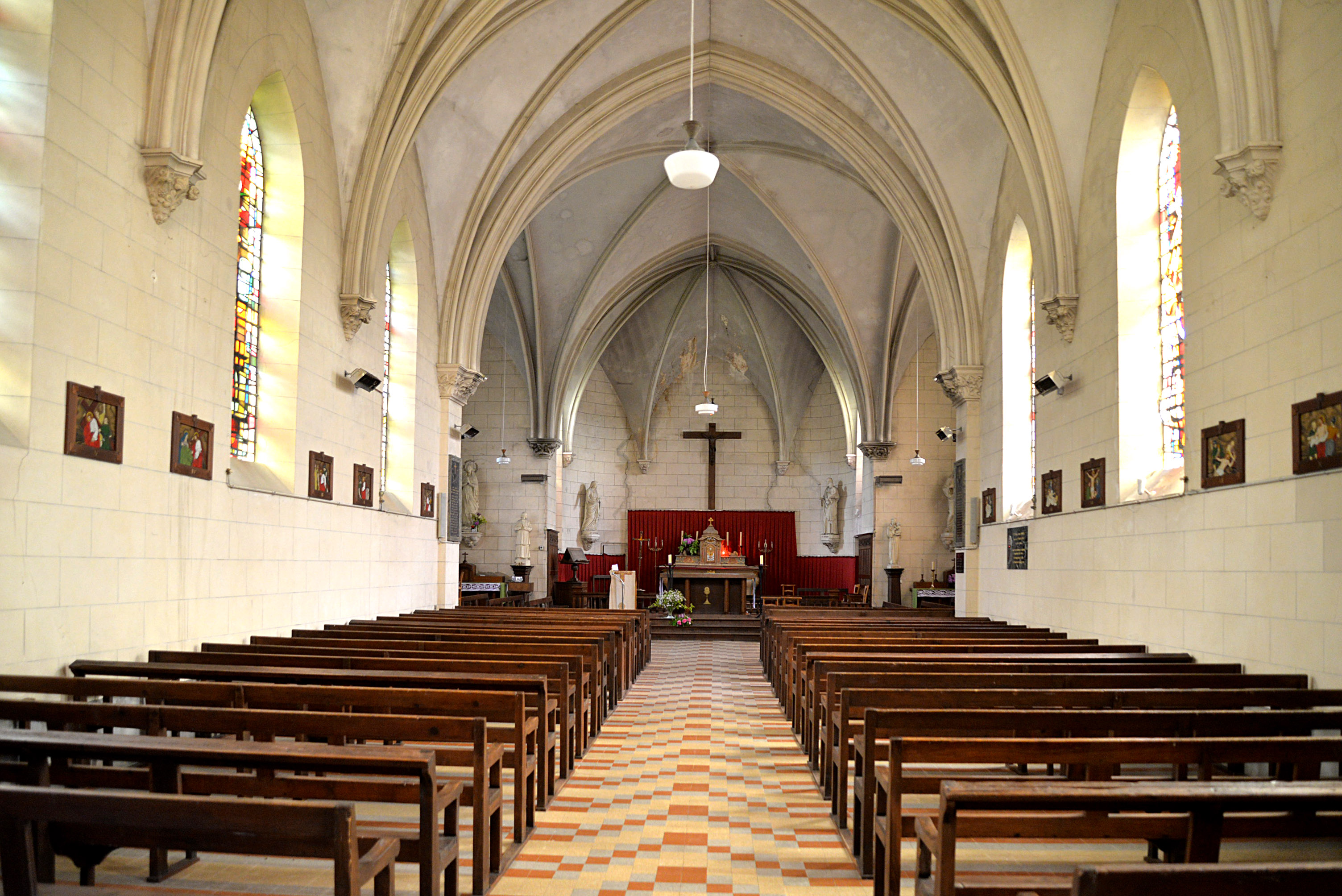
La nef de l'église Sainte-Honorine.
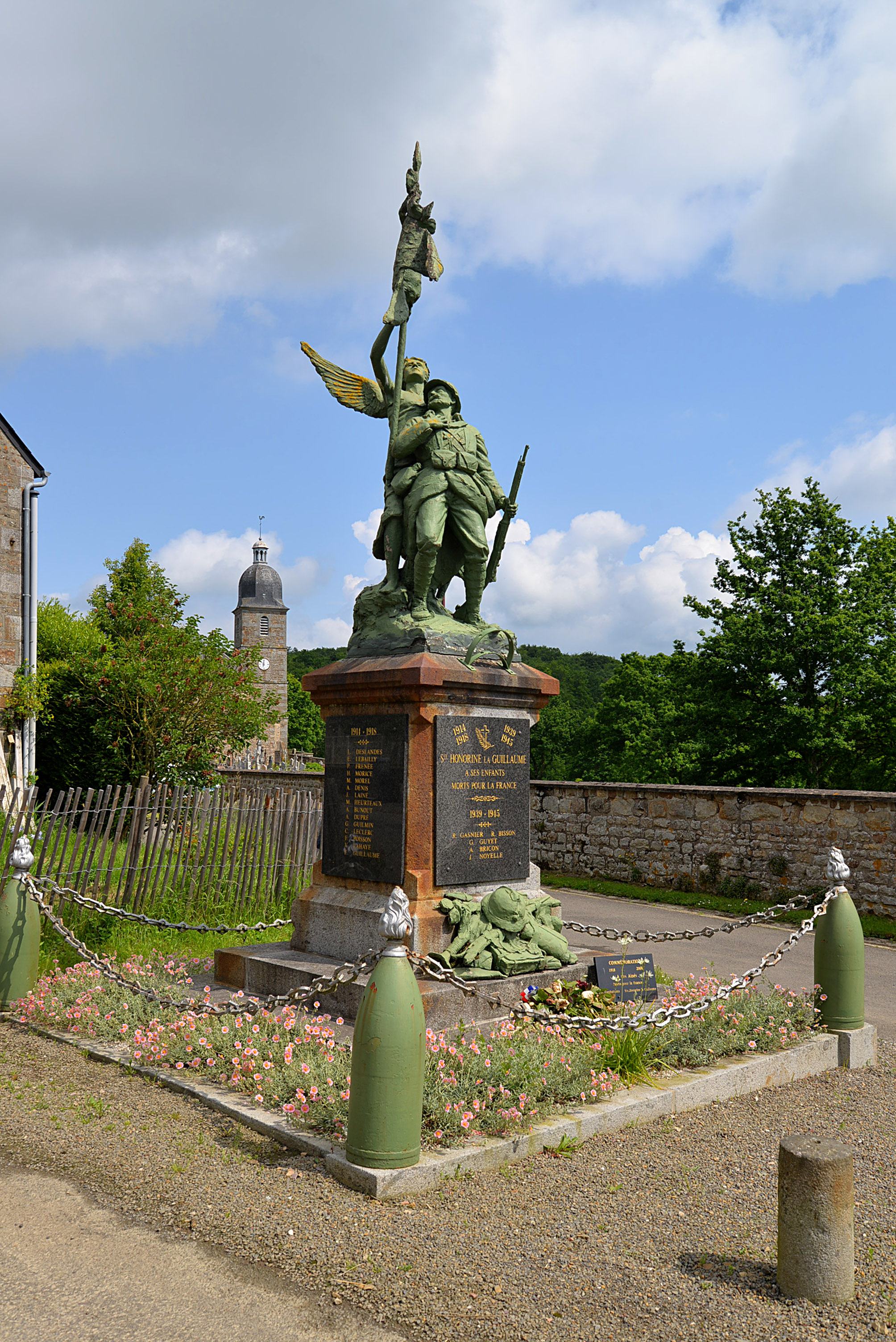
Le monument aux morts.

Le château de la Joasière, la restauration
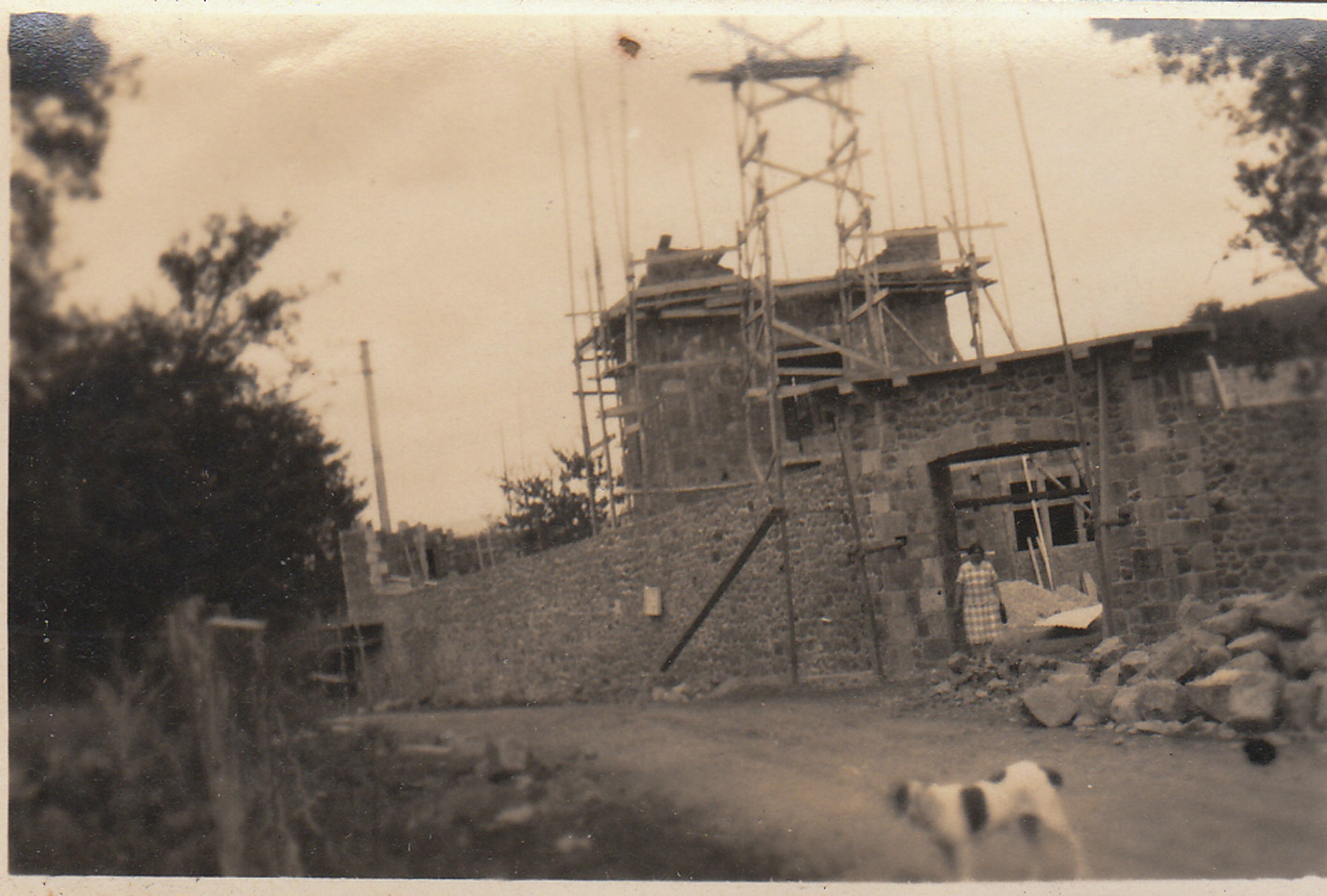
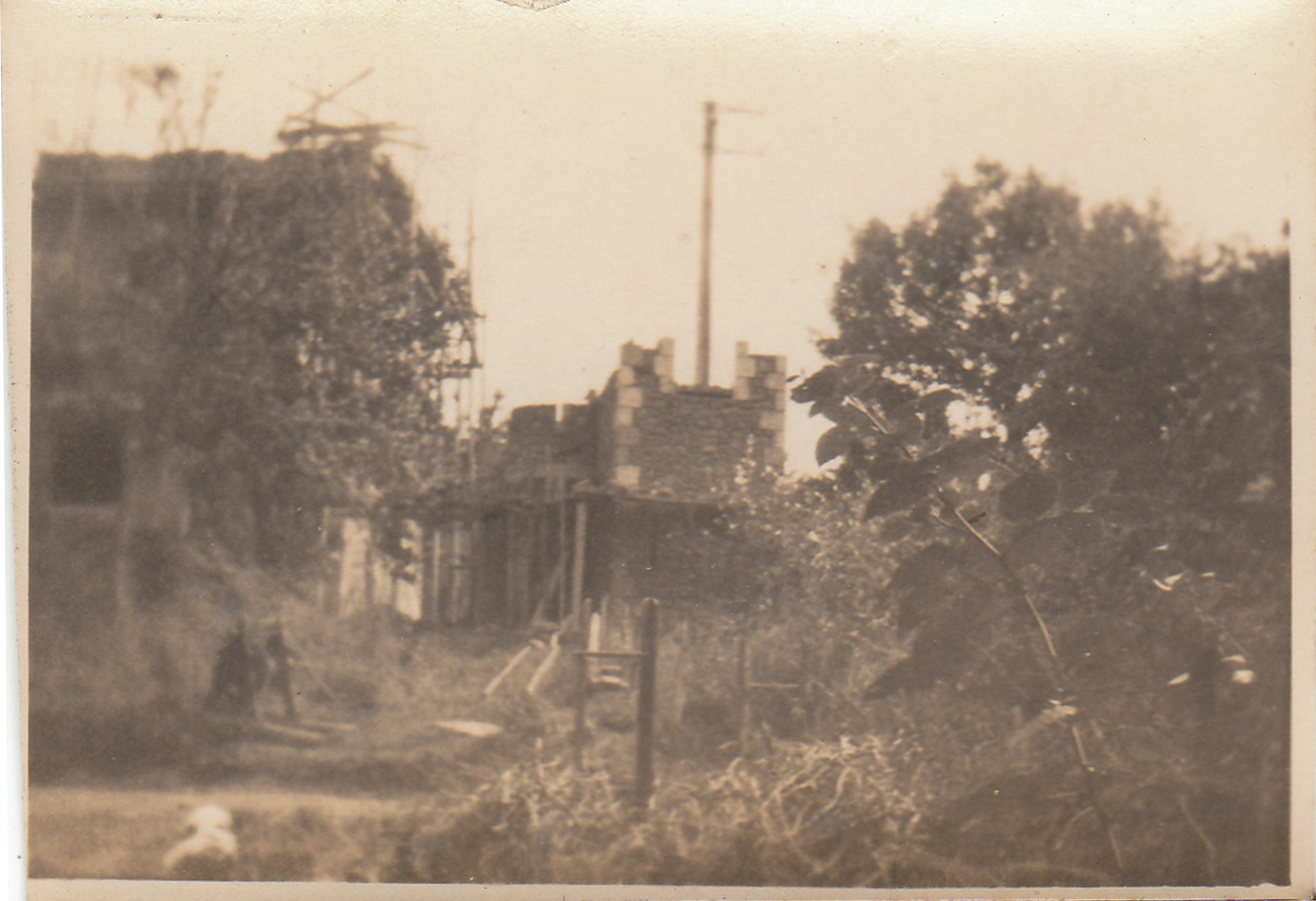
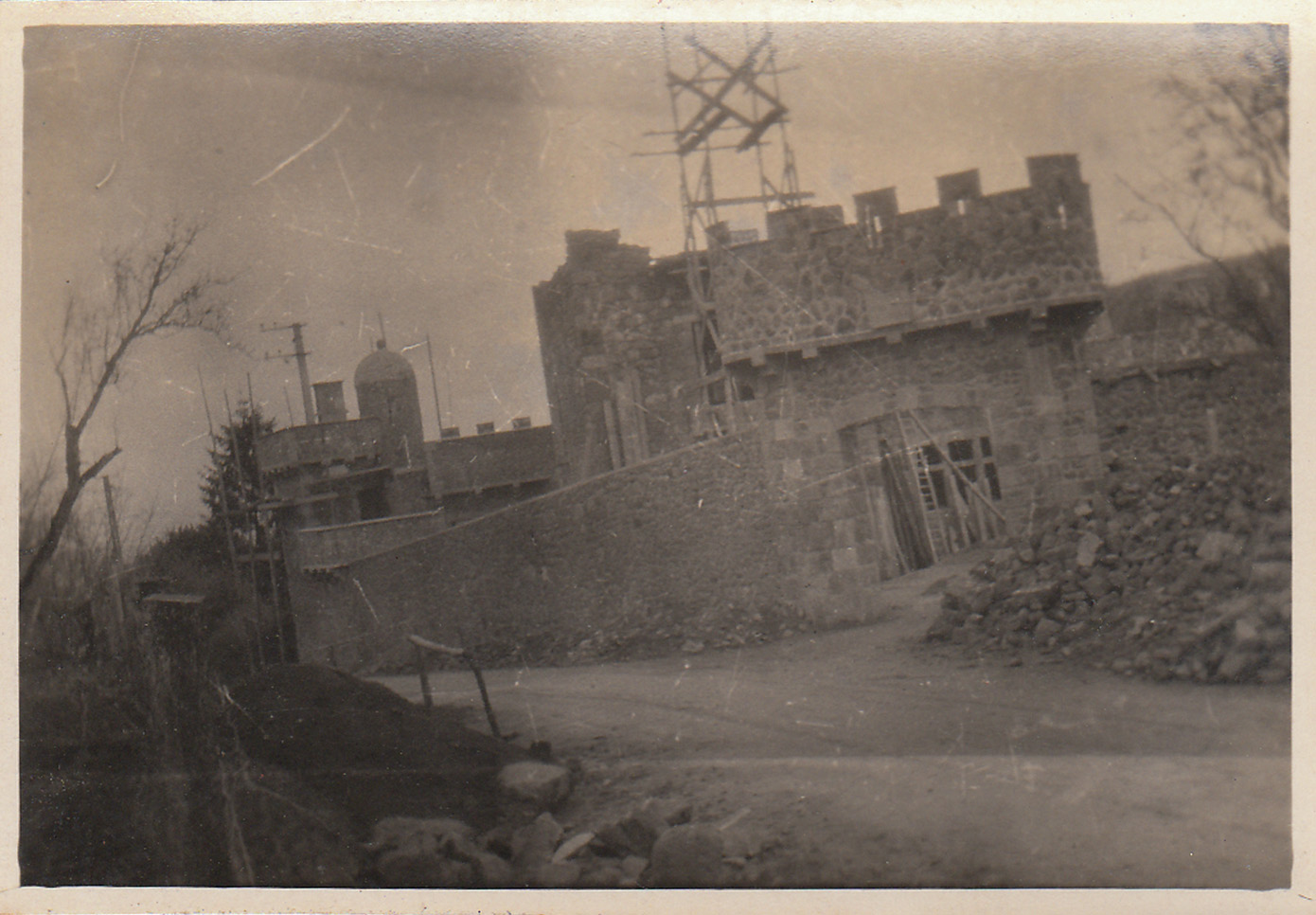

### Personnalités liées à la commune
- Hans-Joachim Klein, terroriste allemand repenti, du commando de Vienne en décembre 1975, arrêté à Sainte-Honorine en septembre 1998 où il vivait depuis de nombreuses années, et depuis, condamné à neuf ans de détention en janvier 2001 en Allemagne pour le meurtre d'un agent de sécurité irakien en 1975[41]. Depuis, bénéficiant d'une grâce, il est revenu à Sainte-Honorine-la-Guillaume.
- Georges Baudy (1880-1960)[42],[43],[44],[45], ingénieur des arts et métiers et fabricant bijoutier (appelé localement « le Diamantaire »), fait restaurer le château de la Joasière. il y fait construire un barrage hydro-électrique sur la Coulandre (le débit d'eau sera trop faible pour fournir l'électricité escomptée).